# Águas Belas (Ferreira do Zêzere)
Águas Belas is een plaats (freguesia) in de Portugese gemeente Ferreira do Zêzere en telt 1140 inwoners (2001).